# Friedrich Wilhelm von Loebell

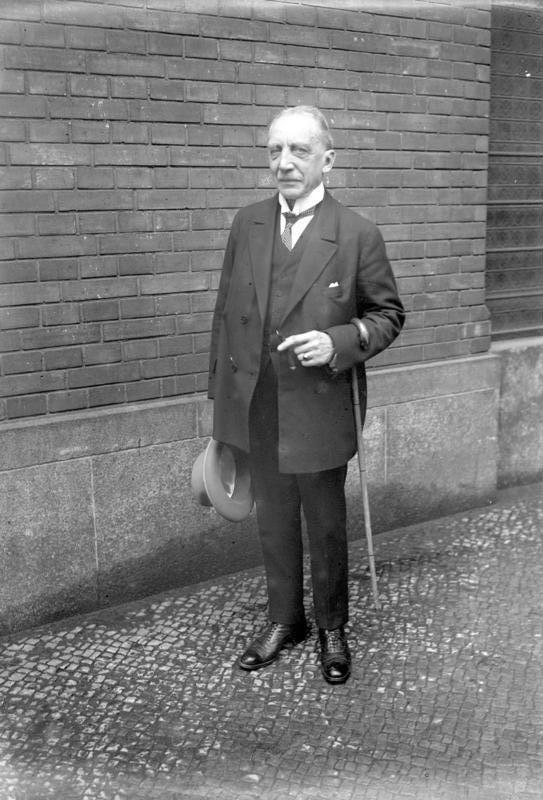
Friedrich Wilhelm von Loebell (um 1931)

Friedrich Wilhelm von Loebell (* 17. September 1855 in Lehnin, Kreis Zauch-Belzig; † 21. November 1931 in Brandenburg an der Havel) war ein deutscher Politiker und von 1914 bis 1917 preußischer Innenminister.

## Herkunft und Ausbildung
Sein Großvater war der preußische Generalleutnant Karl Georg von Loebell (1777–1841). Seine Eltern waren der Major Robert Karl Hermann von Loebell (1815–1905) und dessen Ehefrau Friederike Wilhelmine Rosalie von Thümen-Briesen (1825–1917). Sein Bruder Arthur (1848–1928) war preußischer Generalleutnant und Militärschriftsteller, sein Neffe war Egon von Loebell.
Friedrich Wilhelm war das fünfte und jüngste Kind. Sein Vater besaß von 1846 bis 1870 das Rittergut Lehnin und wohnte auf dem Gelände des früheren Klosters Lehnin. Der Vater legte Wert darauf, dass sein Sohn zusammen mit den Dorfkindern die Dorfschule besuchte; daneben hatte er noch Privatunterricht. 1866 wechselte er auf die Ritterakademie in Dom Brandenburg, wo er das Abitur ablegte.

## Beruf und politisches Wirken
Nach dem Studium der Rechtswissenschaften in Straßburg und Leipzig trat er in den preußischen Verwaltungsdienst ein. 1885 wurde von Loebell Landrat im neu gegründeten Kreis Neuhaus an der Oste (heute Teil des Landkreises Cuxhaven). Von 1889 bis 1900 war er Landrat im Kreis Westhavelland. Hier bemühte er sich, die Infrastruktur im Interesse der Wirtschaft, zum Beispiel durch den Bau von Eisenbahnstrecken, zu entwickeln. Er war die treibende Kraft für den Bau der Brandenburgischen Städtebahn, mit der fünf radial auf Berlin ausgerichtete Eisenbahnstrecken vernetzt wurden. Ihm zu Ehren erhielt auch eine Lokomotive den Namen „Landrat von Loebell“, die am 25. März 1904 den Eröffnungszug der Strecke zog. Er war von 1901 bis 1912 Vorsitzender und von 1919 bis 1929 Zweites Mitglied des Vorstands dieser Eisenbahngesellschaft.
1898 wurde von Loebell als Abgeordneter des Wahlkreises Brandenburg a. d. Havel–Westhavelland in den Reichstag gewählt. Im Jahre 1900 wurde er Generaldirektor der Landesfeuersozietät in Brandenburg. 1904 wechselte er als Vortragender Rat in die Reichskanzlei und wurde im Jahre 1907 unter Reichskanzler Bernhard von Bülow Unterstaatssekretär. Ab 1909 war er Oberpräsident der Provinz Brandenburg, bevor er sich 1910 auf sein Rittergut Benken bei Wiesenburg zurückzog. Benken hatte 1914 eine Gutsgröße von 387 ha. Ab 1911 bis zu seiner Berufung in die preußische Regierung im Mai 1914 war er Mitglied des Aufsichtsrats der Deutschen Bank. Von 1914 bis 1917 war von Loebell preußischer Innenminister und hatte in dieser Kriegszeit die Verantwortung für die Organisation der Verwaltung. Es war Teil der Burgfriedenspolitik im Deutschen Reich während des Ersten Weltkriegs, dass Innenminister von Loebell am 6. Januar 1915 einen Erlass verkündete, nach dem die bisherige Praxis, Sozialdemokraten als Staatsfeinde anzusehen und daher nicht in den öffentlichen Dienst zu übernehmen, nicht mehr ausgeübt wird. In der Folge von Auseinandersetzungen in der Regierung und mit dem Kaiser trat von Loebell 1917 von seinem Amt zurück. Von 1917 bis zum Januar 1919 war er wieder Oberpräsident der Provinz Brandenburg, bis er im Gefolge der revolutionären Ereignisse zurücktrat.
Seit 1919 versuchte Loebell als Vorsitzender des Reichsbürgerrates wiederholt, eine bürgerliche Sammlungspolitik unter konservativen Vorzeichen zu organisieren. Dies gelang insbesondere bei der Reichspräsidentenwahl 1925 und beim Volksentscheid über die Fürstenenteignung 1926. Dafür nutzte er als publizistische Verstärkung lancierte Presseartikel sowie eigene Beiträge im Hausblatt des Reichsbürgerrats, der 1924 gegründete Wochenschrift Der Deutschen-Spiegel, die seine Vertrauten Ernst Haeuber und Otto Kriegk quasi in seinem Auftrag herausgaben. Haeuber war für Loebell ein zentraler Organisator, Kriegk ist von Loebells Biograph Peter Winzen als „Pressechef des Reichsbürgerrats“ beschrieben worden.
Friedrich Wilhelm von Loebell trat 1889 dem Johanniterorden bei und wurde dort 1900 Rechtsritter. Seit 1904 war er im Konvent der Brandenburgischen Genossenschaft dieser Kongregation. Friedrich Wilhelm von Loebell lebte in seinen letzten Lebensjahren im Stadtteil Dom von Brandenburg an der Havel, wo er auch verstarb. Sein Grab befindet sich auf dem Friedhof Wilmersdorf in Berlin.

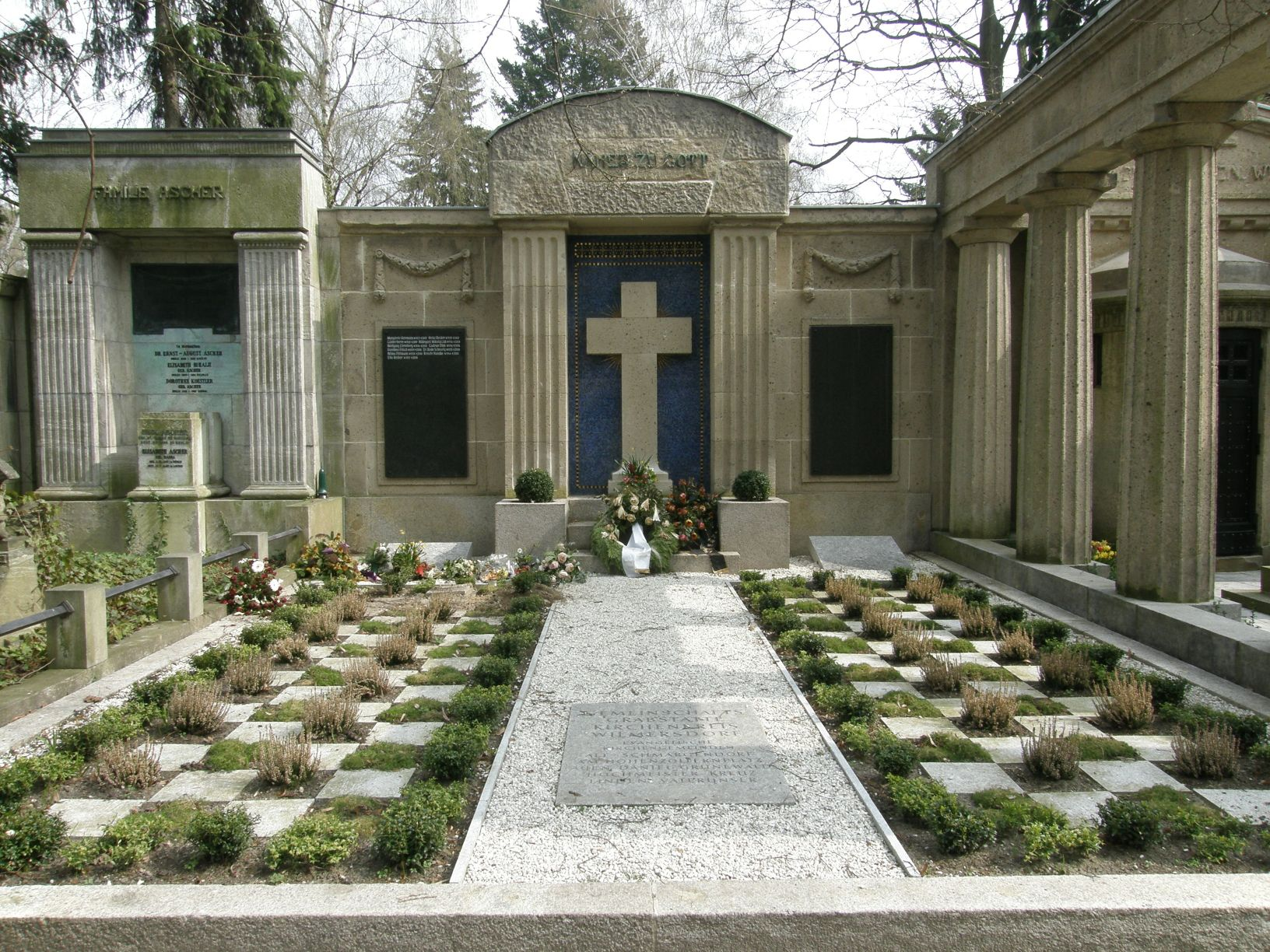
Friedhof Wilmersdorf in Berlin; Erbbegräbnisstätte von Loebell, nach Entwurf von Hans Dammann

## Familie
Er heiratete am 27. November 1884 in Danzig Margarethe Friederike Pauline von Flottwell (* 16. Januar 1862). Das Paar hatte mehrere Kinder:
- Hans Joachim Hermann Robert Friedrich Wilhelm (* 29. August 1885; † 19. September 1953), Min. - Rat. a. D.
- Siegfried[8] Arthur Maximilian (* 19. Januar 1887; † 19. November 1948), Oberst a. D.
- Friedrich Wilhelm Karl Adalbert (* 4. August 1888; † 26. August 1945)
- Dietrich Ostwand Eugen (* 17. Dezember 1889)
- Kurt[9] Ulrich Walter Karl Max (* 16. September 1892; † 24. Mai 1959), Oberstleutnant d. R.

Nach dem Tod seiner ersten Frau heiratete er am 24. August 1920 in Potsdam deren Nichte Frida von Flottwell (1895–1967). Mit ihr hatte er noch eine Tochter:
- Lilla Christa Clara (* 26. Dezember 1921; † 26. Dezember 1951)

## Schriften (Auswahl)
- Philipp Zorn, Herbert von Berger (Schriftleitung): Deutschland unter Kaiser Wilhelm II. Hrsg. von Siegfried Körte, Friedrich Wilhelm von Loebell u. a. 3 Bände. R. Hobbing, Berlin 1914.
- Erinnerungen an die ausgehende Kaiserzeit und politischer Schriftwechsel. Herausgegeben von Peter Winzen. Droste Verlag, Düsseldorf 2016, ISBN 978-3-7700-1633-4.